# إتش-4 هيركوليز
إتش - 4 هيركوليز (تسجيل طائرة: NX37602) طائرة شحن ثقيل من إنتاج شركة طائرات هيوز. حلقت الطائرة للمرة الأولى والأخيرة في يوم 2 نوفمبر عام 1947. صنعت من الخشب وليس الألمنيوم؛ وذلك بسبب حظر المعادن إبان الحرب العالمية الثانية. أطلق عليها الناقدون لقب «أوزة شجرة التنوب» (Spruce Goose)، وبعضهم اتهموا شركة طائرات هيوز بإساءة استخدام الأموال الفدرالية الأمريكية المدفوعة لبناء تلك الطائرة. الطائرة هيوز إتش-4 هيركوليز هي أكبر طائرة مائية في العالم، المسافة بين جناحيها هو الأطول وارتفاعها الأعلى في تاريخ صناعة الطائرات. تمكث الطائرة الآن في أحوال جيدة في متحف إيفر جرين للملاحة في ميكمينفيل.
بسبب الحظر الذي كان مفروضاً على المعادن إبان الحرب العالمية الثانية تم صنع معظم الطائرة إتش-4 هيركوليز من خشب شجر البتيولا وليس شجر التنوب كما أطلق عليها. صنعت بأحدث تكنولوجيا تصنيع الخشب في وقتها. ونتيجة لبدن الطائرة الهائل ونوعها كطائرة عائمة تطلب بناءها إلى ابتكارات هندسية بارعة بحق لجعلها تحلق. مع ذلك تم إلغاء مشروع بناءها بسبب التأخير وتجاوز التكاليف.

## التصميم والتطوير
في عام 1942 عانت وزارة الحرب الأمريكية من مشكلة شحن وسائل الحرب ونقل الجنود إلى بريطانيا. أيضا عانت سفن الحلفاء من خسائر جسيمة خلال عبورها الأطلنطي بسبب الغواصات الألمانية؛ لذلك كانت هناك حاجة إلى طائرة شحن ثقيل قادرة على عبور الأطلنطي.
كانت فكرة الطائرة إتش-4 هيركوليز من بنات أفكار هينرى كاسر الذي كان المسؤول عن برنامج سفن الحرية (Liberty ships program). فقام بالاشتراك مع شركة طائرات هيوز في تصنيع تلك الطائرة على أنها ستكون أكبر طائرة صنعت في العالم في وقتها. عند الانتهاء من صنعها كان من المتوقع أن تكون قادرة على حمل 750 جندي بكامل عتادهم أو حمل عدة دبابات شيرمان وزن الواحدة منها 30.3 طن.
كان اختصار اسم الطائرة الأصلي «إتش كي-1» (HK-1) الذي يعكس التعاون بين هوارد هيوز وهنرى كاسر.
تم تحرير عقد بناء الطائرة «إتش كي-1» في عام 1942  بوصفه عقد تطوير. في البداية ناقش العقد بناء 3 طائرات على أن ينتهي البناء بعد فترة عامين حتى تأخذ دورها في الحرب.
كان هناك سبعة تصاميم مختلفة مأخوذة في الاعتبار لاختيار واحد منها. تتنوع في كثير من الأشياء كمثال عدد المحركات يتنوع من 4، 6، و8 محركات تحت كل جناح. في النهاية تم التصديق على أحد التصاميم ذي الأربع محركات تحت كل جناح.
وبسبب عدم توافر المعادن اللازمة لبناء الطائرة تم الاستعاضة عنه بالخشب بالتحديد خشب شجرة البتولا. واعتقد النقاد بأن الطائرة إتش-4 هيركوليز لا يمكنها التحليق والطيران بسبب كبر حجمها وثقل وزنها حيث أطلق عليها أحيانا لقب «محل بيع الخشب الطائر» (Flying Lumberyard)؛ وذلك لاستهلاكها كميات رهيبة من الخشب. هوارد هويز نفسه مصمم الطائرة كان ممقوت من لقب الطائرة «أوزة شجر التنوب».

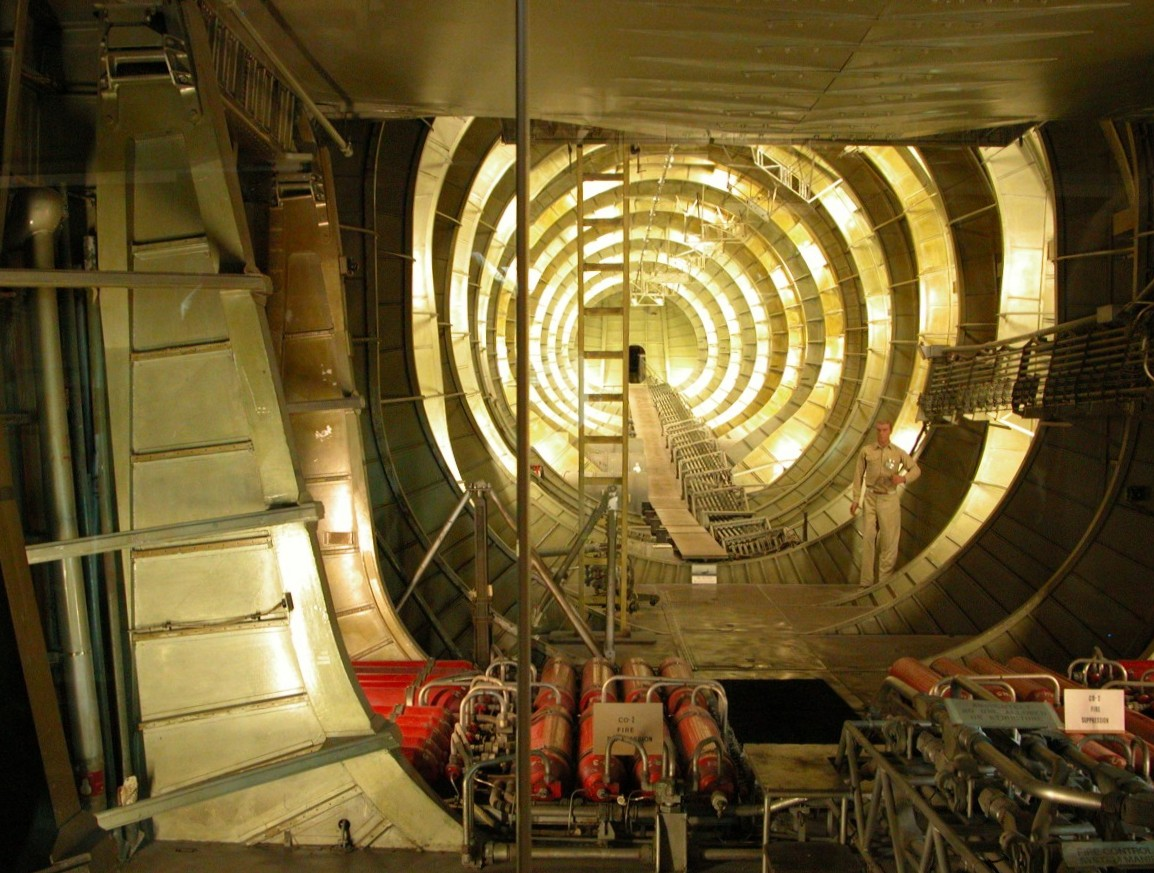
صورة من داخل الطائرة إتش-4 هيركوليز.

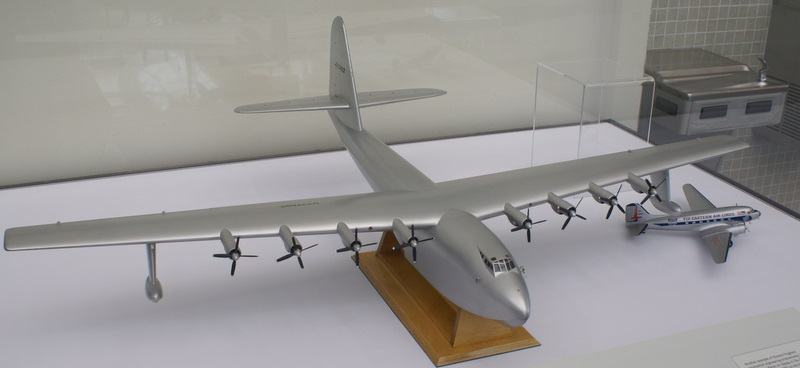
نموذج لمقارنة حجم الطائرة إتش-4 هيركوليز ودوغلاس دي سي-3.

مع أن بناء الطائرة الأولى من نوع «إتش كي-1» بدأ بعد 16 شهراً من عقد التطوير إلا أن هينرى كاسر إنسحب من المشروع.
هوارد هيوز أكمل المشروع بمفرده وتحول اسم الطائرة إلى «م هـ ط-1» أي (مركب هويز الطائر التصميم الأول). ثم تحول إلى الاسم الحالي «إتش-4 هيركوليز». تم تحرير عقد جديد لمشروع بناء الطائرة بين شركة طائرات هيوز والحكومة الفدرالية الأمريكية على أنه سيتم بناء طائرة واحدة فقط. تم التصنيع في بطء شديد مما أدى إلى الانتهاء من تصنيع الطائرة بعد انتهاء الحرب. كان هناك العديد من الأسباب في فشل المشروع. كمثال على أسباب الفشل وليس الحصر هو جنون هوارد هيوز خلال فترة التصنيع.
في عام 1947 تم استدعاء هوارد هيوز لإلقاء شهادته أمام لجنة التحقيق في الحرب في مجلس الشيوخ الأمريكي لمناقشة كيفية إنفاق الأموال الفدرالية الممولة لمشروع بناء الطائرة. حيث كان مجلس الشيوخ الأمريكي يعيد تقييم الأموال المخصصة للمشاريع المحلية أبان فترة الحرب العالمية الثانية. على الرغم من الشكوك والعداء من قبل اللجنة إلا أن هوارد هيوز لم يدان.
خلال جلسة الاستماع في مجلس الشيوخ الأمريكي حول المشروع يوم 6 أغسطس 1947 قال هوارد هيوز:
| إتش-4 هيركوليز | لقد كانت الطائرة هيركوليز ضخمة الحجم. فهى أكبر طائرة صنعت. فارتفاعها يتجاوز مبنى من خمسة طوابق وبجناح أطول من ملعب كرة قدم. فبهذا تكون أكبر من مربع سكني. لقد وضعت عصارة جهدي وعرق حياتي وكل سمعتي فيها. وكما قلت عدت مرات من قبل لو أنها فشلت فأنى سأغادر هذه البلاد على الأرجح ولن أعود مرة أخرى، وأنا أعني ذلك | إتش-4 هيركوليز |
| —              | |                |

.

## أول طيران
خلال فترة استراحة بين جلسات الاستماع عاد هوارد هيوز إلى ولاية كاليفورنيا الأمريكية لكي يجري تجارب طيران على الطائرة. في يوم 2 نوفمبر 1947 بدأت عدة تجارب طيران وكان هوارد هيوز هو قائد الطائرة مع طاقمه المتكون من دافد جراند كمساعد طيار، ومهندسين في مجال الطيران، و 16 فنى، واثنين آخرين من طاقم الطائرة. بالإضافة إلى ذلك حملت إتش-4 هيركوليز 7 صحفيين مدعوين وسبعة آخرين من ممثلين عن شركات صناعية أخرى. بهذا فقد كان الإجمالي 32 فرد على ظهر الطائرة.
بعد محاولتين فاشلتين للإقلاع غادر الطائرة 4 صحفيون وظل الباقون على ظهر الطائرة لإجراء آخر تجربة طيران أخرى. بعد زيادة السرعة في تلك القناة المواجهة لشاطئ «كأبريلو» بجوار لونج بيتش حلقت الطائرة إتش-4 هيركوليز في الهواء على ارتفاع 21 متر من سطح البحر بسرعة مقدارها 217 كيلومتر/ساعة لمسافة تقدر بحوالى 1.6 كيلومتر  ما يساوي واحد ميل. على ذلك الارتفاع عانت الطائرة من قوى جذب الأرض وبعض النقاد رؤوا أن الطائرة افتقدت إلى بعض الطاقة الضرورية للصعود أعلى مستوى تلك القوى.
بهذا الطيران رد هوارد هيوز على النقاد ولكن بعد فوات الأوان؛ فليس هناك حاجة مبرر لكي يستمر الإنفاق على هذا المشروع. الكونغرس الأمريكي قرر بإنهاء المشروع ولم تحلق الطائرة في الهواء من بعد ذلك. فقد كانت تصان بعناية في وضع جاهز للطيران في أي وقت حتى وفاة هيوز عام 1976.
وفي عام 1992 تم نقل الطائرة من لونج بيتش الي متحف ايفيرقرين للطيران والفضاء في ماكمينفيل بولاية أوريغون في الولايات المتحدة الأمريكية 

## أفلام
ظهرت الطائرة إتش-4 هيركوليز ومالكها هوارد هيوز في فيلمان وهما:
- الطيار: هو فيلم سيرة ذاتية عن هوارد هيوز فائز بخمس جوائز أوسكار، أنتج عام 2004، من إخراج مارتن سكورسيزي، وبطولة ليوناردو دي كابريو.
- ذا روكوتير: ظهر في الفيلم جزء حقيقى من الطائرة ومثًل الممثل تيري كوين شخصية هوارد هيوز، أنتج عام 1991، من إخراج جو جونستون.[14]

## المواصفات
أرقام جزء الأداء متوقعة وليس مؤكدة.

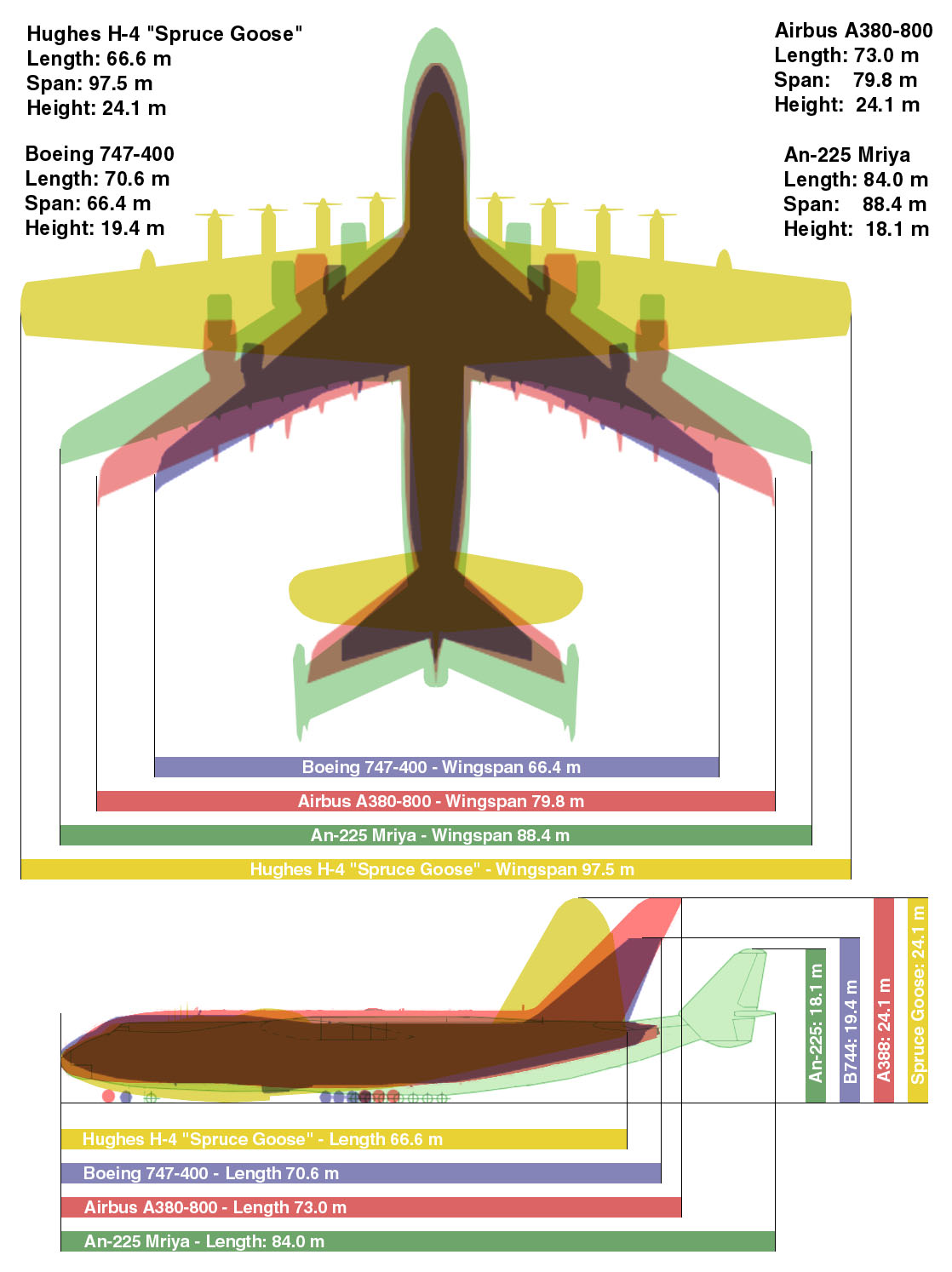
مقارنة بين الأربع أعرض طائرات في العالم وأعرضهم إتش-4 هيركوليز.

### الصفات العامة
- الطاقم: 3.
- الطول: 66.65 متر.
- المسافة بين الجناحين: 97.54 متر.
- الارتفاع: 24.18 متر.
- ارتفاع هيكل الطائرة: 9.1 متر.
- أقصى وزن محملة: 180,000 كجم.
- المحرك: 8 محركات من نوع (Pratt & Whitney R-4360) المحرك الرئيسي نجمي الشكل يعطي قوة دفع 2,240 كيلو نيوتن.
- المراوح: المروحة تتكون من 4 شفرات من نوع «هاميلتون» القياسي (Hamilton Standard) لكل محرك.
  - قطر المروحة: 5.23 متر.

### الأداء
- سرعة العبور: 353.98 كيلومتر/ساعة.
- المدى: 4,800 كيلومتر.
- الوقت الأقصى للرحلة: 20.9 ساعة.
- أقصى ارتفاع: 6,370 متر.

### طائرات مناظرة
- أنتونوف إيه إن - 225.
- بوينغ 747-8.
- إيرباص إيه 380.

## وصلات خارجية
- مكان مكوث الطائرة في متحف إيفر جرين للملاحة ميكمينفيل.
- صور للطائرة في المتحف مأخوذة في شهر أغسطس عام 2008 على موقع فليكر.